# Хлорметилювання
Хлорметилюв́ання (англ. chloromethylation, рос. хлорметилирование) — введення хлорметильної групи в молекули. Здійснюється дією на субстрат формальдегіду (в присутності HCl i каталізатора, зокрема кислот Льюїса, сильних протонних кислот) або хлорметилалкіловими етерами:
{\displaystyle \mathrm {ArH+H_{2}C{=}O\ {\xrightarrow {HCl,[AlCl_{3}]}}\ ArCH_{2}Cl} }